# 創紀之城五期

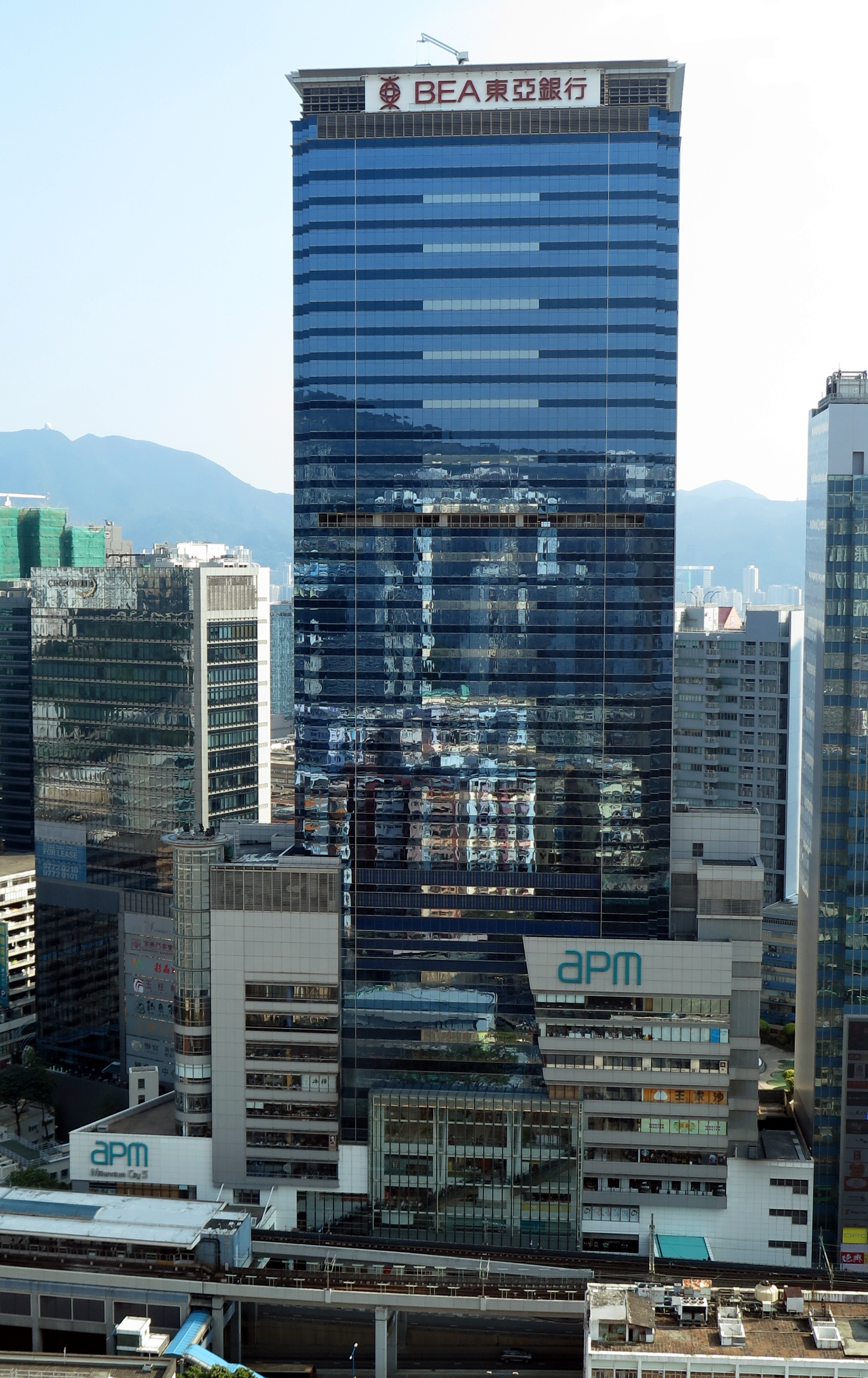
創紀之城五期

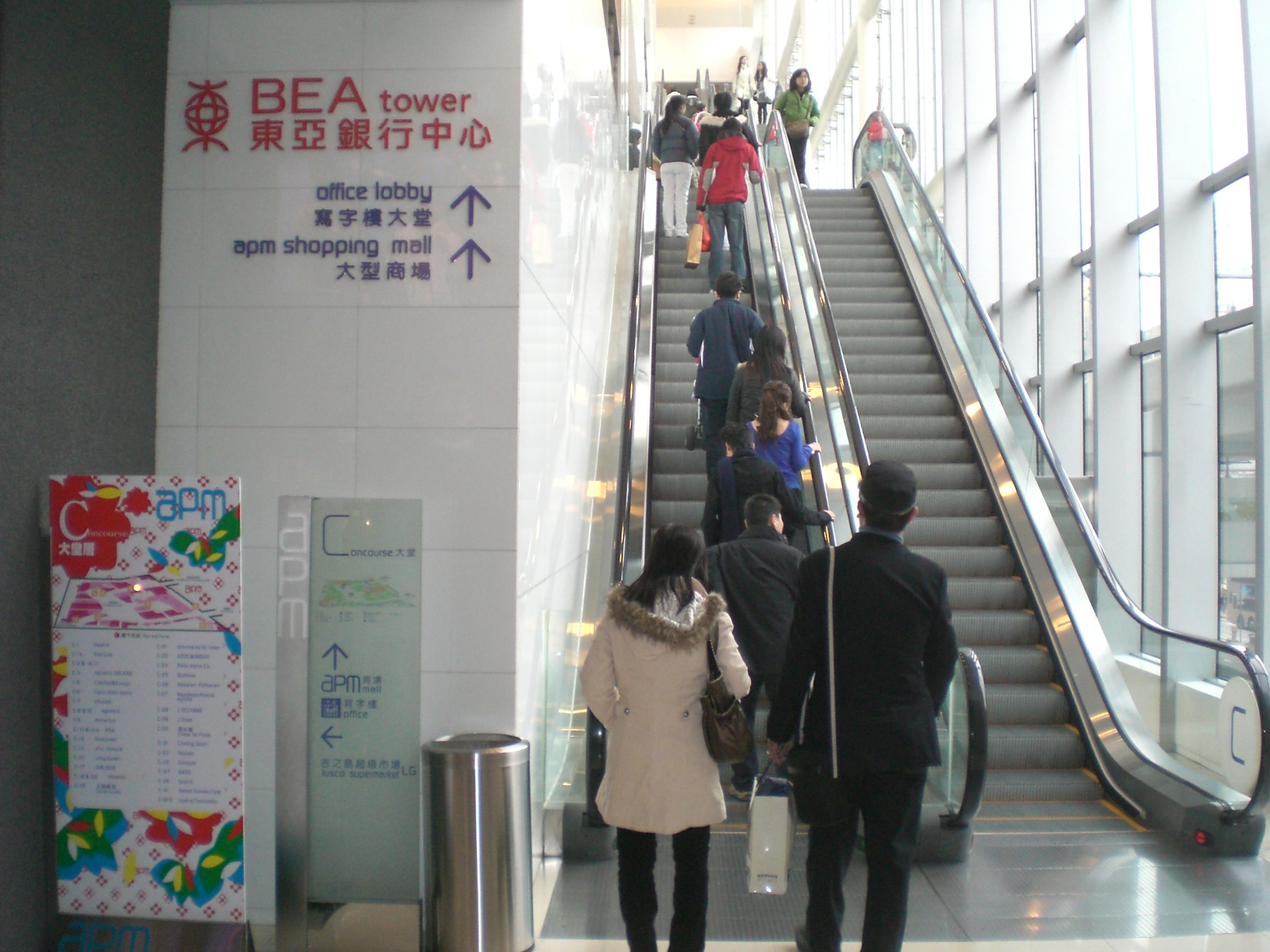
東亞銀行中心

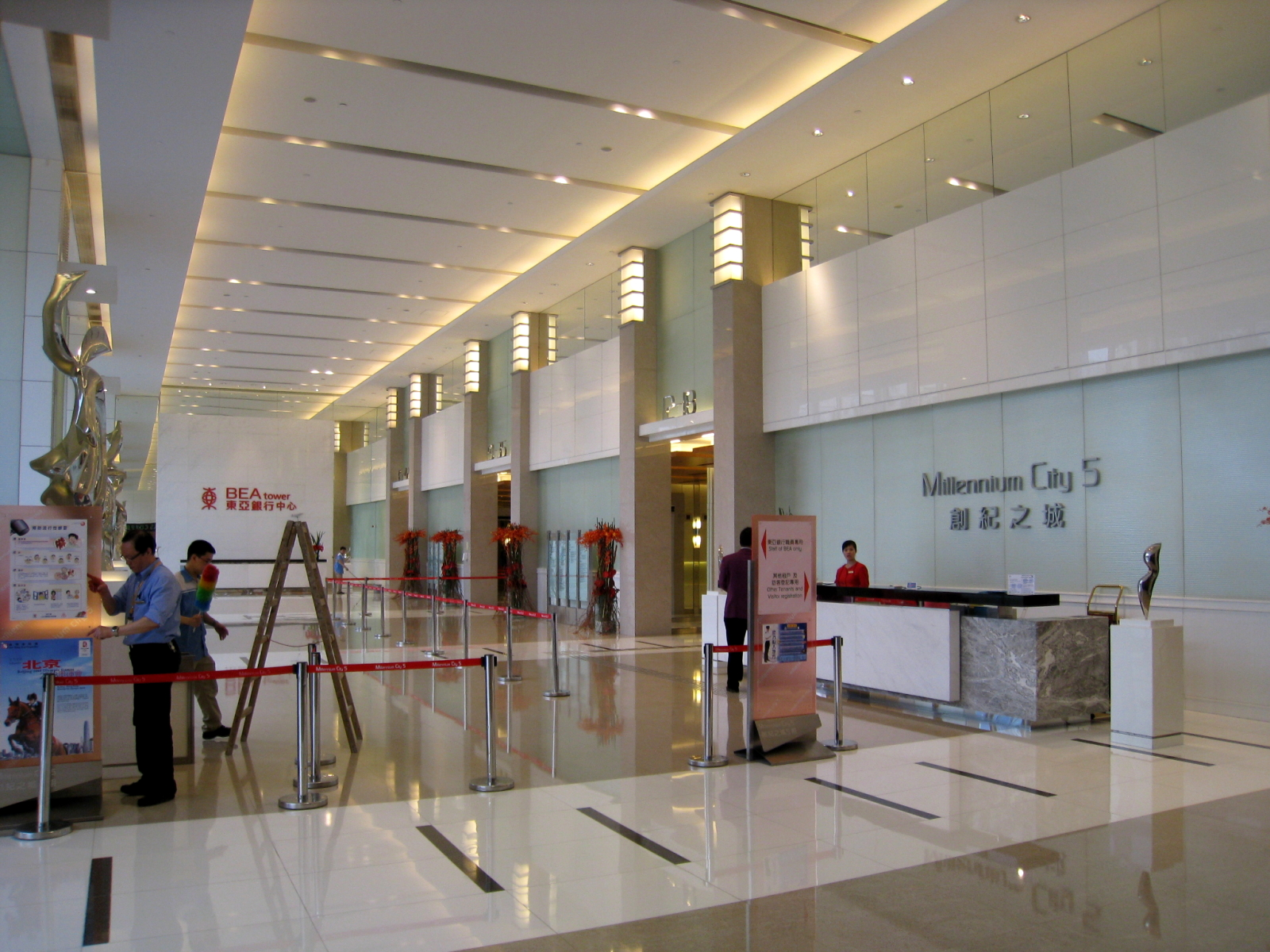
創紀之城五期辦公室大堂

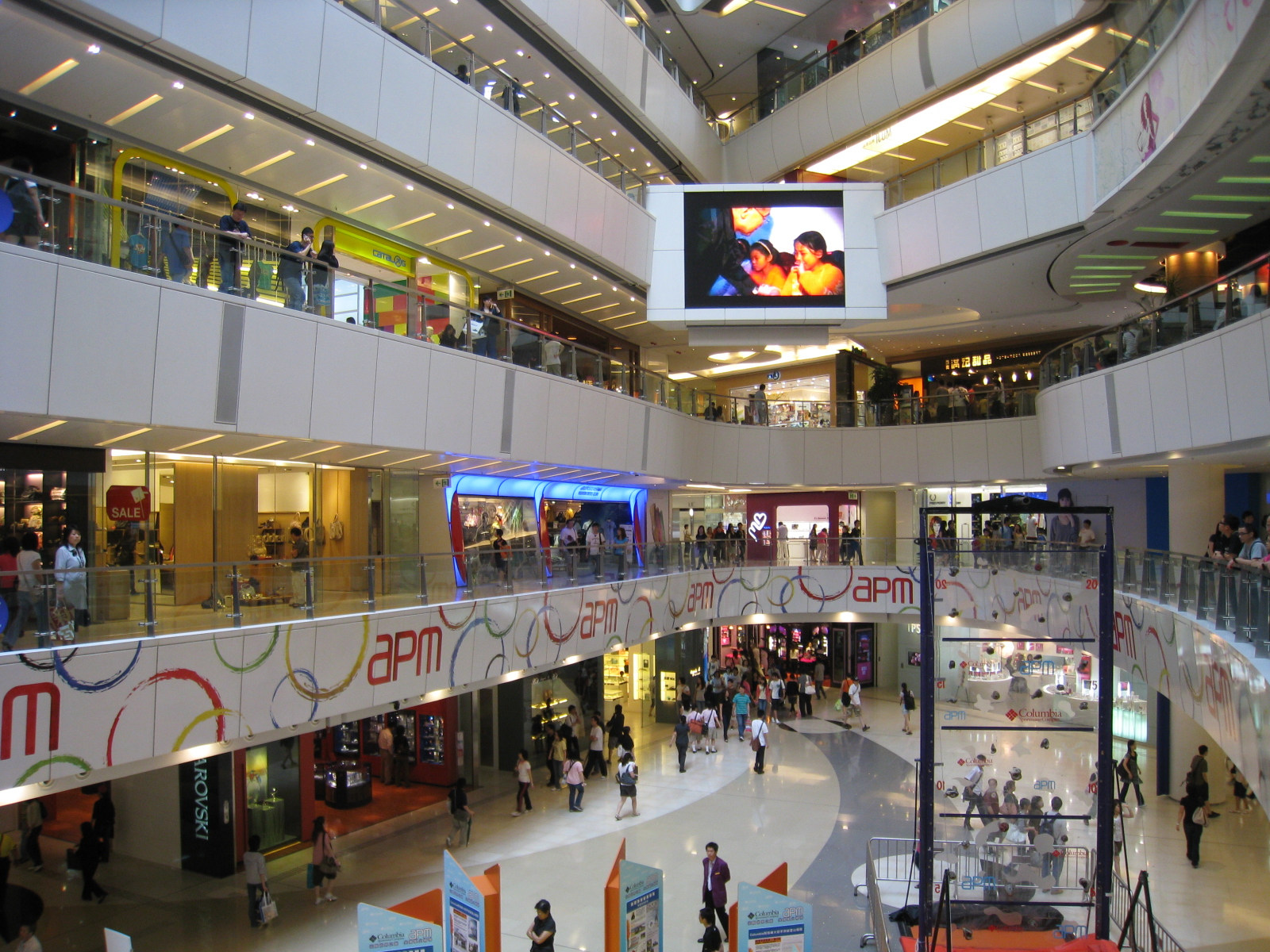
apm商場

創紀之城五期（英語：Millennium City 5）是香港的一座購物中心與辦公室混合的建築物，位於九龍東觀塘觀塘道418號，連接港鐵觀塘站A2出口，屬於創紀之城第四個發展項目。前身為森那美工業大廈，設有森那美代理汽車品牌的維修中心。創紀之城五期由兩個建築部分組成，分別為apm商場以及東亞銀行中心寫字樓，為創紀之城所有項目中規模最大的一個，樓高46層（包括B2、B1、LG、G、MTR/C、UC、1-13、15-23、25-33、35-42、R層，故沒有14、24及34樓）等。

## 入口及行人天橋
創紀之城五期共有四條冷氣行人天橋連接，分別連接港鐵觀塘站、裕民坊與觀塘道（東行）、巧明街的港貿中心以及開源道的鱷魚恤中心。此外，行人可從觀塘道正門進入創紀之城五期。
而連接港鐵觀塘站的天橋亦被重建，重建後的天橋比原本的擴闊了一倍多。

## apm
apm是一個大型購物商場，為創紀之城五期的商場部分，其範圍除了在創紀之城五期外，亦包括港貿中心大堂的一層。發展商為新鴻基地產。apm早於2005年3月落成試業，並於2005年7月17日正式開幕。

## 東亞銀行中心
東亞銀行中心於2004年11月落成，寫字樓面積超過74萬平方呎，其中15層為東亞銀行後勤總部，寫字樓高層可以觀看到鯉魚門和維多利亞港的景色。
2002年6月28日，東亞銀行耗資13.3億元，呎價3280元，購入其中15層共40.67萬平方呎為東亞銀行後勤總部，並取得該大樓的命名權。內設資訊科技部、人力資源部、培訓及發展部、核數部、財務管理部和設施管理部等各個後勤部門，容納約2,000名員工。寫字樓大堂位於2樓，大樓的7樓設有一個368座位的演講廳，及可容納300人的演講前廳，用於東亞銀行員工培訓活動和舉辦客戶投資講座。42樓是員工飯堂。
2018年6月星巴克以每呎40元租用創紀之城五期12樓全層樓面，以及13樓部分樓層，合共面積約3.5萬平方呎，另外金寶食品也遷往此中心，
華特迪士尼（香港）公司自2015年2月起，開始租用創紀之城5期19樓部分樓面，面積約1.4萬平方呎，租金共約57.6萬元。
華特迪士尼（香港）公司於2021年續組觀塘創紀之城5期19樓部分樓面，面積約1.4萬平方呎，月租逾53.2萬元，呎租約38元，租期三年至2024年中。

## 鄰近屋苑
- 凱匯 2021年三月
- 觀月·樺峯
- 麗港城
- 鯉安苑
- 匯景花園